# Buxeuil (Indre)
Buxeuil è un comune francese di 221 abitanti situato nel dipartimento dell'Indre nella regione del Centro-Valle della Loira.

## Società

### Evoluzione demografica
Abitanti censiti